# Кінкажу
Кінкажу (Potos flavus) — єдиний вид роду Potos родини Ракунові, тропічна тварина, що мешкає у природних умовах в Центральній Америці та Південній Америці, має довгий чіпкий хвіст, харчується  плодами і рідко потрапляє на очі людям, через виключно нічний спосіб життя. 

## Середовище проживання
Країни проживання: Беліз, Болівія, Бразилія, Колумбія, Коста-Рика, Еквадор, Сальвадор, Французька Гвіана, Гватемала, Гаяна, Гондурас, Мексика, Нікарагуа, Панама, Перу, Суринам, Венесуела.
Поширений у неотропічних лісах. Його нічний і деревний спосіб життя вимагають лісів із закритим пологом, такі як тропічні вічнозелені ліси Мексики та Венесуели, сухі тропічні ліси Гватемали, ліси саванового регіону в Суринамі, вторинні ліси у Французькій Гвіані, прибережні атлантичні ліси і вічнозелені галерейні ліси Серрадо в Бразилії. Зустрічається на висоті від рівня моря до висоти 2500 м.

## Морфологія
Хвіст кінкажу, крім того, що є чіпким, коротше, ніж його довжиною голови й тіла і одного з ними кольору, з коротким хутром і злегка звужується. Тіло кремезне. На горлі й череві є запахові залози, які виробляють приємний, солодкий мускусний запах. М'яка, пухнаста шерсть коричневого або сірого кольору з медовим кольору знизу. Голова кругла і мала в порівнянні з подовженим тілом. Він має досить короткий, тупий писок, маленькі, круглі вуха, і темні, круглі очі. Рот дуже малий, але коли кінкажу висуне його тонкий язик, ви здивуєтесь: язик має довжину близько 20 см.
Їх задні лапи довші за передні і можуть повертатися на 180 градусів на щиколотках. Це дозволяє їм звисати на задніх лапах з гілки, чіпляючись його гострими кігтями на задніх лапах. На відміну від кішок, кінкажу не може втягувати кігті. Від 2 до 4 кг у вазі, кінкажу приблизно розміру домашніх кішок. На відміну від кішок, кінкажу ходить всією стопою, а не тільки на пальцях. Нижня частина ступнів кінкажу є жорсткою, з голою шкірою. Внутрішня частина їх передніх лап виглядає дивно, як наші руки. Ці передні лапи дуже спритні й кінкажу використовує їх в полоні, щоб відкривати шафи, скидати гачки або інші пристрої блокування. Довжина голови тіла кінкажу становить близько 45 до 75 см, самці більші за самиць. Зубна формула: I 3/3, C 1/1, P 3/3, M 2/2 = 36.

## Стиль життя
Харчується в основному фруктами, доповнити їх раціон можуть квіти, листя, комахи. Соціальна структура "солітарно-групова": попри те, що кінкажу проводить більшу частину свого активного часу на самоті (іноді парами), індивідуми регулярно пов'язані в групи до п'яти осіб під час харчування на фруктових деревах. Природні вороги: марги, оцелот, ягуарунді, сіра лисиця, тайра.

## Відтворення
Певного сезону розмноження нема. Вагітність триває 73-74 дні, народжується одне маля, Новонароджені важать приблизно 55 грамів. Очі дитинчат відкриваються на 27 день, починають приймати тверду їжу вони в 2 місяці, статева зрілість настає у 21—24 місяці. Можуть жити у неволі понад 25 років.